# Чемпионат Европы по плаванию в ластах на длинные дистанции
Чемпионат Европы по плаванию в ластах на длинные дистанции (также называют Чемпионат мира по плаванию в ластах на марафонские дистанции) проводился в 1987 - 2004 годах.

## Чемпионаты
| Год  | Дата | Чемпионат | Место проведения | Участников | Дисциплин |
| 1987 |      | I         | Эйтхорн          |            |           |
| 1996 |      | II        | Харкстеде        |            |           |
| 1998 |      | III       | Терлицко         |            |           |
| 2000 |      | IV        | Тула             |            |           |
| 2002 |      | V         | Кечкемет         |            |           |
| 2004 |      | VI        | Киев             |            |           |
| ---- | ---- | --------- | ---------------- | ---------- | --------- |

С 2005 года все дистанции стали разыгрываться на общем чемпионате Европы.